# Lucien Lévy-Bruhl
Lucien Lévy-Bruhl (Paris, 1857 - id., 1939) foi um filósofo e sociólogo francês.

## Carreira
De 1879 a 1882 lecionou  filosofia no liceu de Poitiers e depois, entre 1882 e 1885 no liceu de Amiens. Doutorou-se em filosofia em 1884 com a tese A ideia de responsabilidade. No ano seguinte passou a lecionar no liceu Louis le Grand, de onde saiu em 1895. Foi nomeado diretor de estudos na Sorbonne em 1900. Dois anos depois, substituiu Émile Boutroux na cadeira de história da filosofia.
Sob influência da teoria sociológica de Émile Durkheim, Lévy-Bruhl procurou elaborar uma ciência dos costumes. Acreditava que a moral era determinada pelas épocas históricas e pelos grupos sociais. Assim, afirmava que ela era relativa, passível de ser aceita ou não pelos homens, constituindo um meio — variável de acordo com as diferentes culturas —  que os homens utilizam para relacionar-se com o mundo.
Para comprovar suas teses, dedicou-se principalmente ao estudo das sociedades chamadas primitivas. Segundo Lévy-Bruhl, os homens das sociedades chamadas pouco diferenciadas teriam uma mentalidade pré-lógica, que não estaria submetida aos princípios de contradição e causalidade, mas seria baseada em representações míticas.

## Obras
Entre suas obras, destacam-se:
- A filosofia de Auguste Comte, de 1900;
- A moral e a ciência dos costumes, de 1903;
- As funções mentais nas sociedades inferiores, de 1910;
- A mentalidade primitiva, de 1922;
- A alma primitiva, de 1927;
- Sobrenatural e a natureza na mentalidade primitiva, de 1931;
- A experiência mística e os símbolos entre os primitivos, de 1938.

A grande contribuição de Lévy-Bruhl foi ter permitido uma compreensão dos fatores irracionais no pensamento e nas religiões primitivas.

## Curiosidades
Lévy-Bruhl é citado no Manifesto Antropófago de Oswald de Andrade onde ele comenta de modo crítico o papel do Brasil em somente fornecer casos de estudo para os estudiosos.